# (72592) 2001 FQ5
(72592) 2001 FQ5 – planetoida z pasa głównego asteroid okrążająca Słońce w ciągu 4,57 lat w średniej odległości 2,75 j.a. Odkryta 18 marca 2001 roku.